# Célula LE

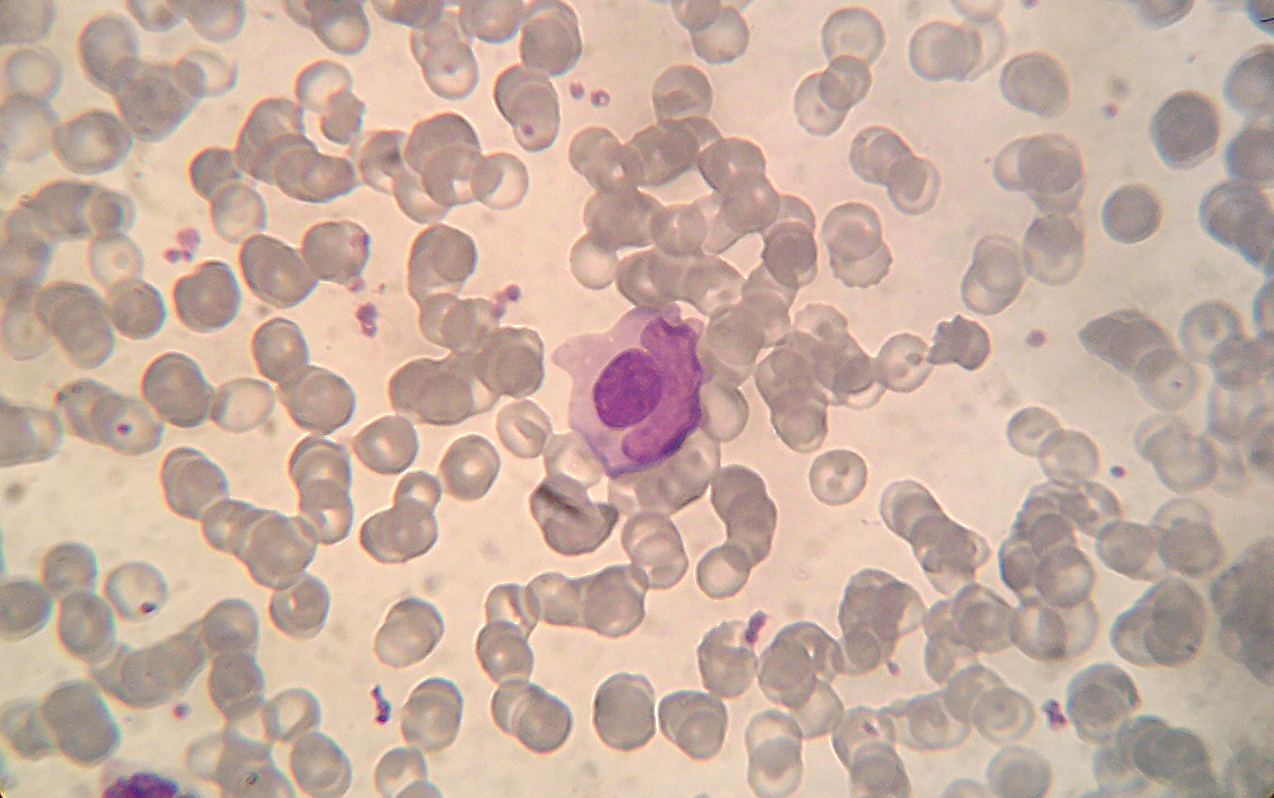
Microfotografía de un macrófago que ha fagocitado un linfocito, uno de los tipos de célula LE. Coloración May Grünwald - Giemsa.

Se denomina célula LE (también, célula del lupus) a una célula fagocítica del sistema inmune que ha fagocitado el material nuclear desnaturalizado de algún otro tipo de célula. Por lo general, se trata de un macrófago o un neutrófilo. El núcleo desnaturalizado puede ser observado ocupando la porción central de la célula fagocítica (esto es conocido como cuerpo LE), mientras que el propio núcleo de la célula fagocítica por lo general queda extendido en forma de herradura en la periferia.
El observar este tipo de células en un extendido de médula ósea o incluso a veces en uno de sangre periférica es característico del lupus eritematoso sistémico, aunque no patognomónico del mismo, pues también pueden ser observadas en otras patologías autoinmunes del tejido conectivo.
Las células LE fueron descubiertas en 1948 por Hargraves y colaboradores.